# Hals (dialect)
Hals wordt gesproken in Halle. Samen met onder andere het Beersels en Vilvoords behoort het tot het Centraal-Zuid-Brabants, wat op zich Zuid-Brabants is binnen de Brabantse dialectgroep.
Wat het Hals onderscheidt van andere omringende dialecten is de systematische klankverschuiving van oo naar uu. Zo wordt het woord broodrooster als bruudruuster uitgesproken.